# Rugby a 15 nel 1900

## Attività internazionale

### Tornei per nazioni
|  | Home Championship | Galles |

### Giochi olimpici
- Olimpiadi di Parigi :  Francia

### Barbarians
- I Barbarians disputano i seguenti incontri:

| Blackheath 7 febbraio 1900 | Le Havre | 3 – 41 | Barbarians |  |

| Hartlepool 7 aprile 1900 | Hartlepool Rovers | 3 – 5 | Barbarians |  |

| Gloucester 12 aprile 1900 | Gloucester R.F.C. | 13 – 0 | Barbarians |  |

| Cardiff 14 aprile 1900 | Cardiff RFC | 12 – 27 | Barbarians | (Arms Park) |

| Newport 16 aprile 1900 | Newport RFC | 15 – 10 | Barbarians | (Rodney Parade) |

| Hartlepool 26 dicembre 1900 | Hartlepool Rovers | 3 – 4 | Barbarians |  |

| North Shields 27 dicembre 1900 | Percy Park | 8 – 24 | Barbarians |  |

## Campionati nazionali
| Argentina   | Campionato delle contee inglesi | Durham         |
| Francia     | Campionato francese             | Stade français |
| Inghilterra | Campionato di Buenos Aires      | Buenos Aires   |